# Relaciones Cuba-Irak
Las relaciones Cuba-Irak se refiere a las relaciones bilaterales entre Cuba y Irak. Las relaciones amistosas de Cuba con Irak se remontan a la reunión del Movimiento No Alineado, celebrada en Cuba en 1979. Fidel Castro incluso proporcionó médicos para realizar la cirugía de espalda a Saddam Hussein.
Cuba apoyó sistemáticamente al Irak en la ONU contra las sanciones y amenazas hechas por los Estados Unidos. La sanción de trece años contra Irak impidió mucho comercio entre La Habana y Bagdad.
Ambos países son miembros de pleno derecho del Grupo de los 77.

## Historia

### Cronología de los años 90
- 13 de septiembre de 1996

Rodrigo Álvarez Cambras, presidente de la Sociedad de Amistad Cuba-Irak, se reúne con Saddam Hussein en su viaje a Bagdad para discutir las relaciones de salud y comerciales.
- 2 de noviembre de 1996

Irak y Cuba firman un acuerdo que pide la coordinación en foros y organizaciones internacionales en La Habana. El viceministro cubano de Asuntos Exteriores afirma que "las relaciones avanzadas con Irak son el resultado de la determinación de los presidentes y dos partidos en los dos países".
- 1 de junio de 1997

Rodrigo Álvarez Cambra confirma que Saddam Hussein ha sido su paciente en las últimas dos décadas, afirmando que ha desarrollado una "estrecha relación con Saddam" en el tiempo que trabajaron juntos.
- 17 de junio de 1997

Álvarez Cambra discute la condición médica de Saddam, afirmando que dirigió un grupo de especialistas a Irak veinte veces durante las últimas dos décadas para tratar a Saddam.
- 19 de abril de 1998

Cuba e Irak firman un protocolo de cooperación económica y técnica para aumentar la venta de la medicina cubana a Irak y la cooperación en el sector de la salud.
- 14 de agosto de 1998

Álvarez Cambra regresa a Cuba desde Irak, donde se reunió con Saddam Hussein y Tariq Aziz (exministro de Asuntos Exteriores, ministro de Salud Pública y ministro de Economía). Afirma que "hemos hablado de temas de cooperación, sobre todo en el sector de la salud, y su ministro de salud pública ha venido recientemente aquí y comenzaremos una amplia cooperación entre Cuba e Irak".
- 11 de marzo de 1999

Una delegación parlamentaria iraquí concluye un viaje oficial a Cuba, durante el cual visitaron el Centro de Investigación Científica Frank Pais y el Centro de Investigación de Inmunología Molecular.